# 烟白铁路
烟白铁路位于吉林省吉林市磐石、桦甸境内。其中，桦白铁路从东到西横贯桦甸，全长92.5公里，有14个站（会让所）。铁路从红石砬子站出来后溯松花江逆流而上31千米，线路桥隧相连、曲折艰险才至白山镇站。电影《激战无名川》的外景就是在这条铁路线上拍摄的。烟白铁路红石砬子站至白山镇站已经长年不通车停用。烟筒山至桦甸区段目前只办理货运。
目前，吉林省规划在白山镇站至泉阳站之间要修建一条全长76公里地方铁路——白泉铁路。
建线后的运营里程全长为150．584公里。该铁路主要为建设东北地区最大的水电站———白山水电站及其下游的红石水电站而建的水电专线。还为开发长白山、吉林哈达岭的森林，以及沿途的金矿、镍矿等矿产资源。当时的远期目标是与浑白铁路上的老安图站连接。

## 历史
烟（筒山）龙（王庙）线，即现在的烟（筒山）白（山镇）线。为了开发吉林省的东部山区，早在第一个五年计划中期，铁道部第五勘测设计院就完成了初测工作。1958年为开发桦甸境内的页岩油矿资源和松花江水利资源修建龙王庙（今白山）、红石阶梯水电站，吉林省报请国务院请示先期修建烟（筒山）桦（甸）段，继而修建桦（甸）龙（王庙）段铁路，在得到国务院批准后，铁道部发出了烟桦段当年开工的命令，责成吉林铁路管理局负责组织施工。铁路局团委向路局党委和共青团吉林省委做了汇报，提出从全省农村组织9000名青年队伍的具体计划，并提议将烟龙线铁路定名为共青团铁路，这支队伍命名为烟龙线共青团铁路青年建设师。这个设想，得到了共青团吉林省委和吉林铁路局党委的支持，获得中共吉林省委批准。全省有近百万名团员、青年自愿报名，报名数目是实际需要名额近百倍。共青团铁路青年建设师共组成4个团，25个营，81个连和5个直属单位共设86个团支部，女青年占5％。1958年8月1日在烟筒山镇举行“吉林省烟龙线共青团铁路全面开工典礼大会”。参加大会的各级领导有：中共吉林省委常委、副省长于克，副省长周光，吉林省军区副司令员蒋克诚少将，共青团吉林省委第二书记蒋谷峰，共青团吉林省委副书记兼吉林省烟龙线共青团铁路青年建设师政委王汝，吉林省妇联副主任张青芝，吉林铁路管理局局长严子涛，共青团吉林铁路管理局委员会书记高贤一，吉铁工程党委书记隋殿九，路局基建处副处长、青年建设师师长奚先奎，共青团吉林铁路管理局委员会副书记兼烟龙线共青团铁路青年建设师党委副书记、副政委孟宪仁，吉林市副市长关鹤童，中共桦甸县委副书记王成武，磐石县县长郭景荣。1958年底抽调第四团担任公放线新建任务，长24公里，24个昼夜连轴转完成任务；第三团担任草和线任务，长4公里，仅用10天时间建成通车，后来还担任团杉铁路线路大修任务，全线长40公里。在完成上面三条线路任务以后，这支外援队伍又远征梅通复线。1960年春全部完成梅通复线技术改造工程后，队伍全部返回桦甸县城，着手进行桦甸站场、辉发河大桥和桦龙段磨盘山隧道工程。1960年7月接到路局命令，要求把全部队伍调出去支援长林线柳毛沟、大牛沟、珠宝岗、松江河站、泉阳站等地53公里新建工程。1960年8月，牡图线发生了前所未有的大水灾，青年建设师的部分人员奉召昼夜兼程开进牡图线。从金秋到大雪，筑路、修桥、做护坡、打围堰干了四个多月，恢复破坏的桥涵、线路全长40多公里。
1960年因国民经济暂时困难而停建下马。此时实现了通车桦甸县城。青年建设师的延边团员黄金哲、铁路职工王志章因公牺牲。
1972年因白山水电站列入国家“五五计划”兴建的70项重点工程之一，铁路于1973年夏季重新上马，由铁道兵修建桦甸至白山段72公里以及白山至水电站专用线4.9公里，并从吉林省全省5个地区（省辖市）抽调民工1.76万人。1973年6月，铁道兵第3师第11团、第14团陆续开始进场作施工准备，1973年11月份正式开工，1976年9月24日建成临管通车。计完成路基土石方719万立方米，桥梁2263米，隧道5323 米，涵渠3800米，正线铺轨11.08公里，投资11094万元。建设这条铁路的铁道兵牺牲军人安葬在红石砬子站对面山上的烈士陵园。1977年9月25日通过验收。1978年10月9日交付吉林铁路局正式运营。
烟白铁路全线总土石方量为1100多万立方米。桥梁57座，隧道13座，涵渠263处，平均每公里造价为113．8万元。